# Air Belgium (2016)
Air Belgium ist eine belgische Fluggesellschaft mit Sitz in Mont-Saint-Guibert und operativer Basis auf dem Flughafen Brüssel-Charleroi.

## Geschichte
Der ehemalige Chief Executive Officer der TNT Airways, Niky Terzakis, gründete Air Belgium am 27. Mai 2016
mit Hilfe von europäischen und asiatischen Investoren. Diese brachten ein Startkapital von 20 Millionen Euro in die Gesellschaft ein. Das Unternehmen hat Anfang 2017 eine Vereinbarung mit Finnair Aircraft Finance geschlossen, vier ehemals von Finnair betriebene Airbus A340-300 leasen zu wollen. Die vier Flugzeuge waren in neutraler Bemalung auf dem Flughafen Lourdes-Tarbes eingelagert worden.
Die Aufnahme des Flugbetriebs zwischen Brüssel und Hongkong war ursprünglich für Juni 2017 geplant, wurde dann aber auf Winter 2017 verschoben. Der staatliche Entwicklungsfonds der Wallonischen Region (Société Régionale d’Investissements Wallone) und die staatliche Entwicklungsgesellschaft Société Fédérale de Participations et d’Investissement gaben im November 2017 bekannt, sich unter Vorbehalt mit gemeinsam 25 Prozent an dem Unternehmen beteiligen zu wollen. Gleichzeitig teilte Air Belgium mit, dass sich die Betriebsaufnahme weiter verzögern würde und für Frühjahr 2018 geplant sei. Als Grund wurde unter anderem genannt, dass die belgische Regierung der Gesellschaft noch kein Luftverkehrsbetreiberzeugnis (AOC) erteilt hätte. Dieses erhielt sie am 13. März 2018.
Am 29. März 2018 führte Air Belgium ihren ersten kommerziellen Flug im Sub-Charter für Surinam Airways von Amsterdam nach Paramaribo durch. Die Aufnahme des Linienverkehrs nach Hongkong musste am 30. April 2018 nochmals verschoben werden, weil das Unternehmen keine Überfluggenehmigung vom russischen Verkehrsministerium eingeholt hatte. Der erste Linienflug nach Hongkong wurde schließlich am 3. Juni 2018 durchgeführt. Air Belgium flog Hongkong von Brüssel-Charleroi aus zwei Mal pro Woche an. Es war geplant, die Frequenz auf drei bis vier Flugpaare pro Woche zu erhöhen und weitere Zielorte in der Volksrepublik China zu bedienen. Aufgrund von Problemen mit dem chinesischen Partnerunternehmen Ultour gab die Gesellschaft am 21. September 2018 bekannt, die Linienflüge bis auf weiteres auszusetzen und nur noch ACMI-Leasing für andere Fluggesellschaften durchzuführen. Parallel dazu wurden zwei der vier Airbus A340 eingelagert.
Ende Oktober 2018 erhielt Air Belgium von der chinesischen Luftfahrtbehörde CAAC Streckenrechte zwischen Brüssel-Charleroi und Zhengzhou. Bislang ist unklar, ob die Gesellschaft erneut Linienflüge aufnehmen wird oder diese Route im Charterverkehr bedient.
Im Nordwinter 2018/19 wurde nur im Wet-Lease geflogen. Obgleich Air Belgium ab Ende März 2019 die erneute Aufnahme von Linienverbindungen von Belgien nach Hongkong plante, nahm das Unternehmen Mitte März kurzfristig Abstand von diesen Plänen; es mangelte nach Aussage der Gesellschaft an den betrieblichen und wirtschaftlichen Rahmenbedingungen.
Seit 7. Dezember 2019 wird von Charleroi aus der Flughafen Pointe-à-Pitre auf Guadeloupe mit Weiterflug zum Flughafen Martinique auf Martinique
bedient.
Von September bis Oktober 2020 wurden die Flüge auf die Französischen Antillen planmäßig ausgesetzt. Aufgrund der COVID-19-Pandemie verspätete sich die Wiederaufnahme der Routen bis zum 15. Dezember 2020. Die Inseln Guadeloupe und Martinique werden nun jeweils zweimal wöchentlich Nonstop angeflogen.
In einer Pressemitteilung gab Air Belgium am 29. Januar 2021 bekannt, ab März 2021 zwei reine Frachtflugzeuge zu betreiben und den Bestand bis Ende 2021 auf 6 Flugzeuge zu erhöhen.
Die Flugzeuge werden für die französische Reederei CMA CGM unter dem Namen CMA CGM Air Cargo betrieben.
Im Oktober 2021 übernahm Air Belgium den ersten von zwei Airbus A330-900 und im Dezember 2021 die zweite Maschine. Im Gegenzug wurden sukzessive die A340-300 ausgeflottet.
Aufgrund von finanziellen Problemen und drohender Insolvenz gab am 18. September 2023 Air Belgium bekannt, am 3. Oktober alle Passagierflüge einzustellen und nur noch reine Fracht- und Wet-Leaseflüge durchzuführen.

## Eigentümerstruktur
Im Januar 2022 wurde bekanntgegeben, dass die in der Volksrepublik China ansässige Hongyuan Group durch die Übernahme eines 7,7 % Aktienpaketes der Hong Konger Aviation Investment Holding ihren Anteil an Air Belgium auf insgesamt 49 % der Aktien erhöht. Die restlichen 51 % werden von belgischen Anteilseignern gehalten: SRIW Société régionale d'Investissement de Wallonie, SOGEPA Société Wallonne de Gestion et Participations und SFPI Société fédérale de participations et d'investissement (alle drei sind staatliche belgische Holdings) sowie 3T Management (das Unternehmen des Air Belgium CEO Niky Terzakis) und Sabena Aerospace.

## Flotte

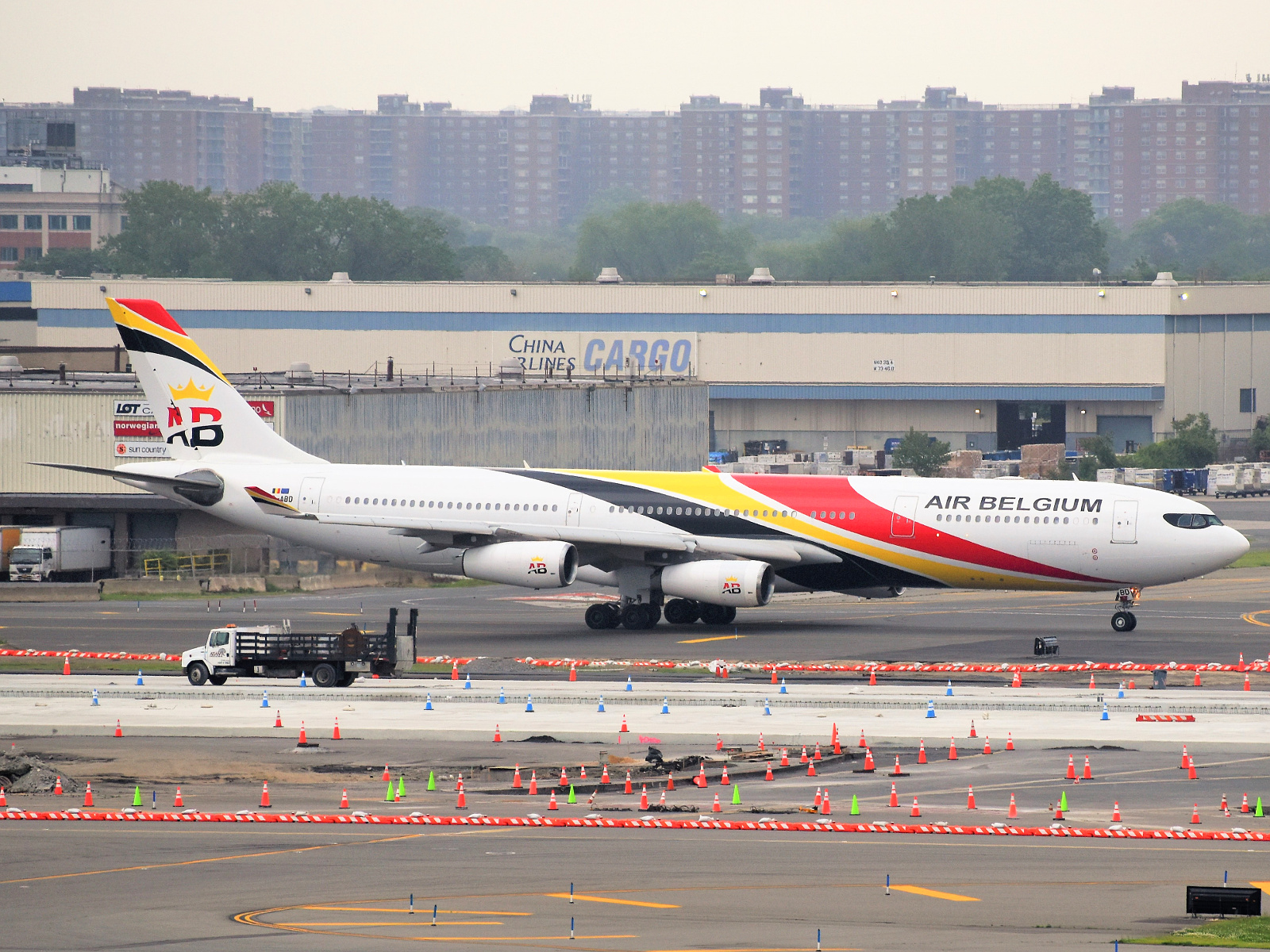
Airbus A340-300 der Air Belgium

### Aktuelle Flotte
Mit Stand April 2025 besteht die Flotte der Air Belgium aus vier Frachtflugzeugen mit einem Durchschnittsalter von 15,3 Jahren:
| Flugzeugtyp        | Anzahl | Bestellt | Bemerkungen | Durchschnittsalter |
| ------------------ | ------ | -------- | ----------- | ------------------ |
| Airbus A330-200P2F | 2      |          | inaktiv     | 18,6 Jahre         |
| Boeing 747-8F      | 2      |          |             | 12,1 Jahre         |
| Gesamt             | 4      | -        |             | 15,3 Jahre         |

### Ehemalige Flugzeugtypen
In der Vergangenheit setzte Air Belgium bereits folgende Flugzeugtypen ein:
| Flugzeugtyp        | Anzahl | von  | bis  | Anmerkung |
| ------------------ | ------ | ---- | ---- | --------- |
| Airbus A330-200    | 2      | 2022 | 2024 |           |
| Airbus A330-200F   | 4      | 2021 | 2023 |           |
| Airbus A330-900neo | 2      | 2021 | 2024 |           |
| Airbus A340-300    | 4      | 2018 | 2022 |           |